# Barvení textilií

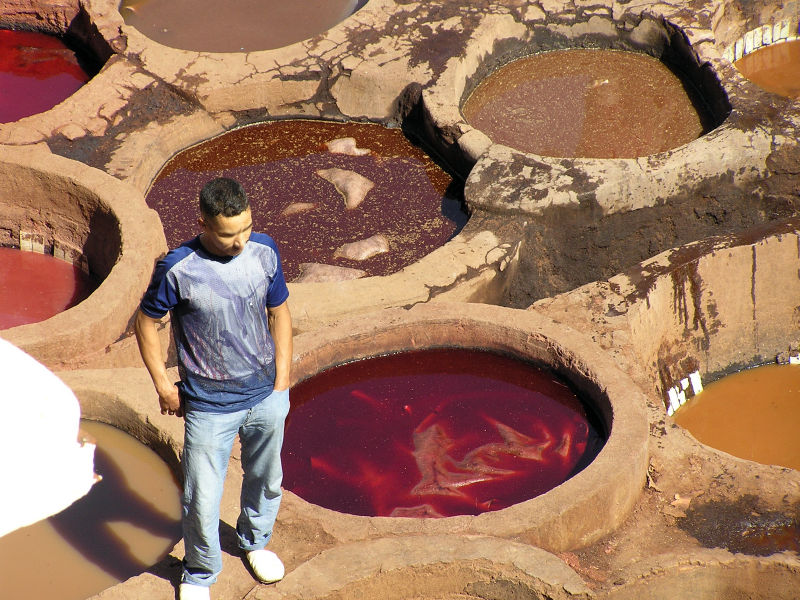
Barevna „v přírodě“ (Maroko)

Barvení je zušlechťování textilních výrobků, které jim má dodat barvu určitých vlastností.
Po dlouhá tisíciletí se k barvení používaly výtažky z nerostů (okr), rostlin (indigo) nebo zvířat. Teprve v 19. století byla vyvinuta syntetická barviva, která postupně zcela nahradila přírodní látky a z barvířského řemesla se stalo rozsáhlé průmyslové odvětví. První syntetické bavivo, odvozené z  uhelného dehtu, si nechal pod označením Mauveine patentovat Angličan Perkin v roce 1854.
Později se i strojní vybavení bareven přizpůsobilo rychle rostoucímu počtu (zejména) umělých textilních vláken a formám výrobků.

## Vlastnosti barviv
Žádaný barevný odstín, afinita k danému druhu vlákna a stálost vybarvení (na světle a ve vodě) jsou nejdůležitější kritéria, podle kterých se vyvíjejí a vybírají barviva pro několik desítek druhů textilií.
Podle chemické struktury se dělí barviva do těchto základních skupin:

Vzorec červeného disperzního barviva

Kyselá, kyselá mořidlová a kovokomplexní, kationická, přímá (substantivní), reaktivní, sirná, kypová, disperzní, barviva vyvíjená na vlákně, pigmenty, optické zjasňovací prostředky a speciální barviva pro směsi vláken (na tzv. uni odstín).
Výběr barviva vyhovujícího všem jmenovaným požadavkům je složitý, zejména u textilií ze směsi vláken různého původu. Všeobecně platí například:
- Disperzní barviva jsou použitelná pro většinu syntetických materiálů
- Kyselá barviva jsou vhodná pro vlnu a přírodní hedvábí
- Reaktivní barviva se dají použít pro bavlnu i vlnu
- Polyamidy lze barvit prakticky se všemi druhy barviv, naproti tomu polypropylen se dá barvit jen ve vlákenné hmotě před spřádáním atd.

## Strojní zařízení

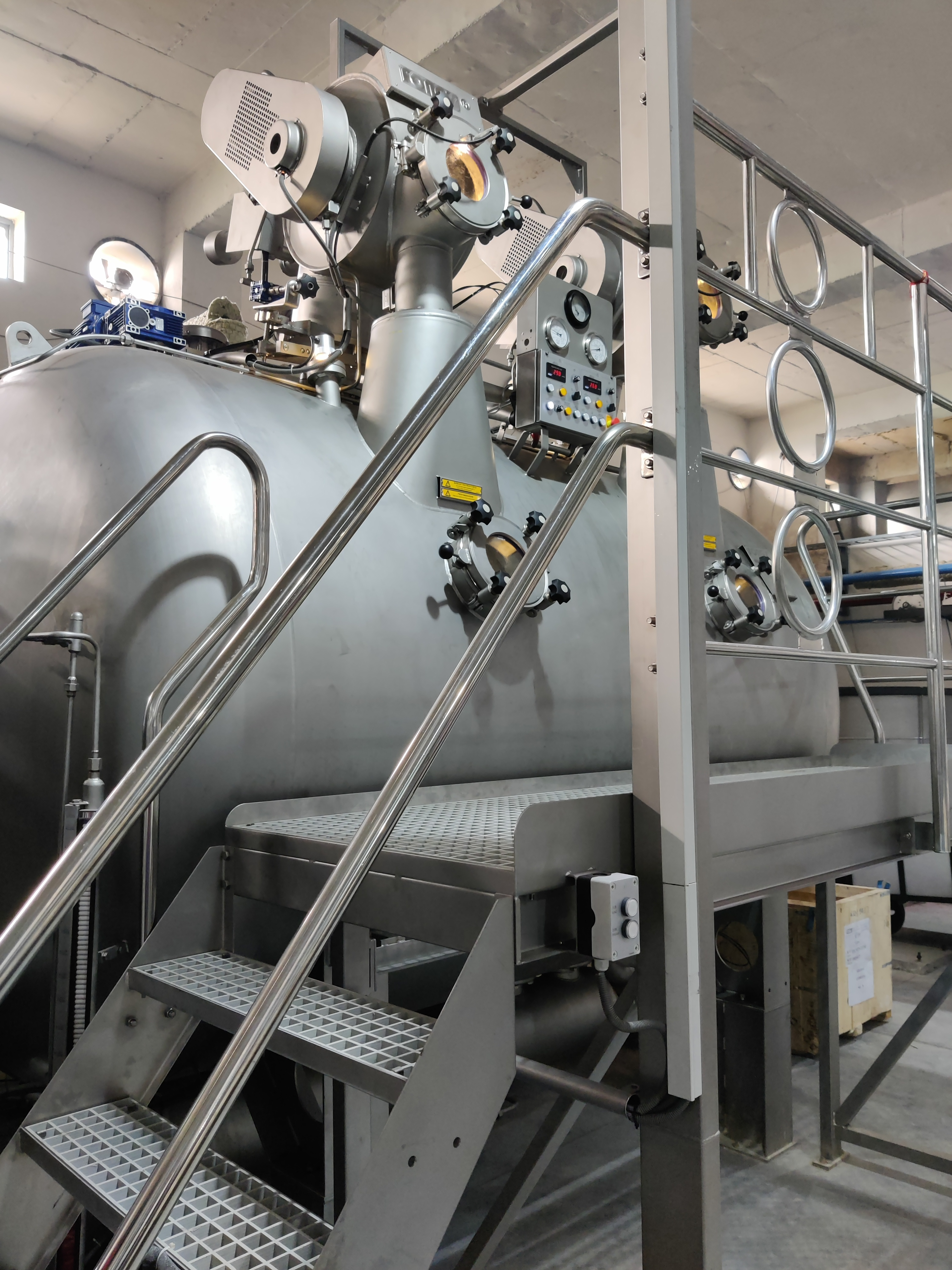
Stroj na diskontinuální barvení (soft flow)

Textilní materiál se předkládá k barvení ve velmi rozmanité formě, od tekutiny ke spřádání chemického vlákna přes vlákennou vločku, přízi, tkaninu, pleteninu a netkaný textil až k hotovým výrobkům (klobouky, punčochy).

Pro vybavení barevny je rozhodující zaměření výroby: přetržitá (klasická), polokontinuální nebo kontinuální.
Při diskontinuálním postupu se používají víceúčelové aparáty. V těch se barví menší partie přímo v barvicí lázni, která buďto cirkuluje nebo se v ní pohybuje barvený materiál (např. džigr nebo hašple). Proces je spojen s dlouhodobou fixací barviva (barvivo se „vytahuje“ postupně z lázně na materiál).
Barvicí zařízení na polokontinuální nebo kontinuální výrobu je sestaveno jako linka z několika jednoúčelových strojů (např. fulár, sušička, pařák, prací stroj, sušička). Barvivo se nejdříve na fuláru nanese impregnací na textilii (klocování) a pak se fixuje působením horkého vzduchu nebo chemickými prostředky.
Barvicí aparáty a kontinuální linky jsou zpravidla přizpůsobeny na určitou formu výrobků (příze na křížem soukaných cívkách, pleteniny, koberce atd.)

## Voda v barevně textilií
Při barvení se spotřebuje například u bavlněných textilií až 190 litrů vody na kilogram barveného materiálu.

Surová voda se musí před použitím upravovat, aby vyhověla určitým požadavkům daným především druhem barveného materiálu. Musí pak mít například určitou kyselost (pH), smí obsahovat jen omezené množství železa, manganu atd.

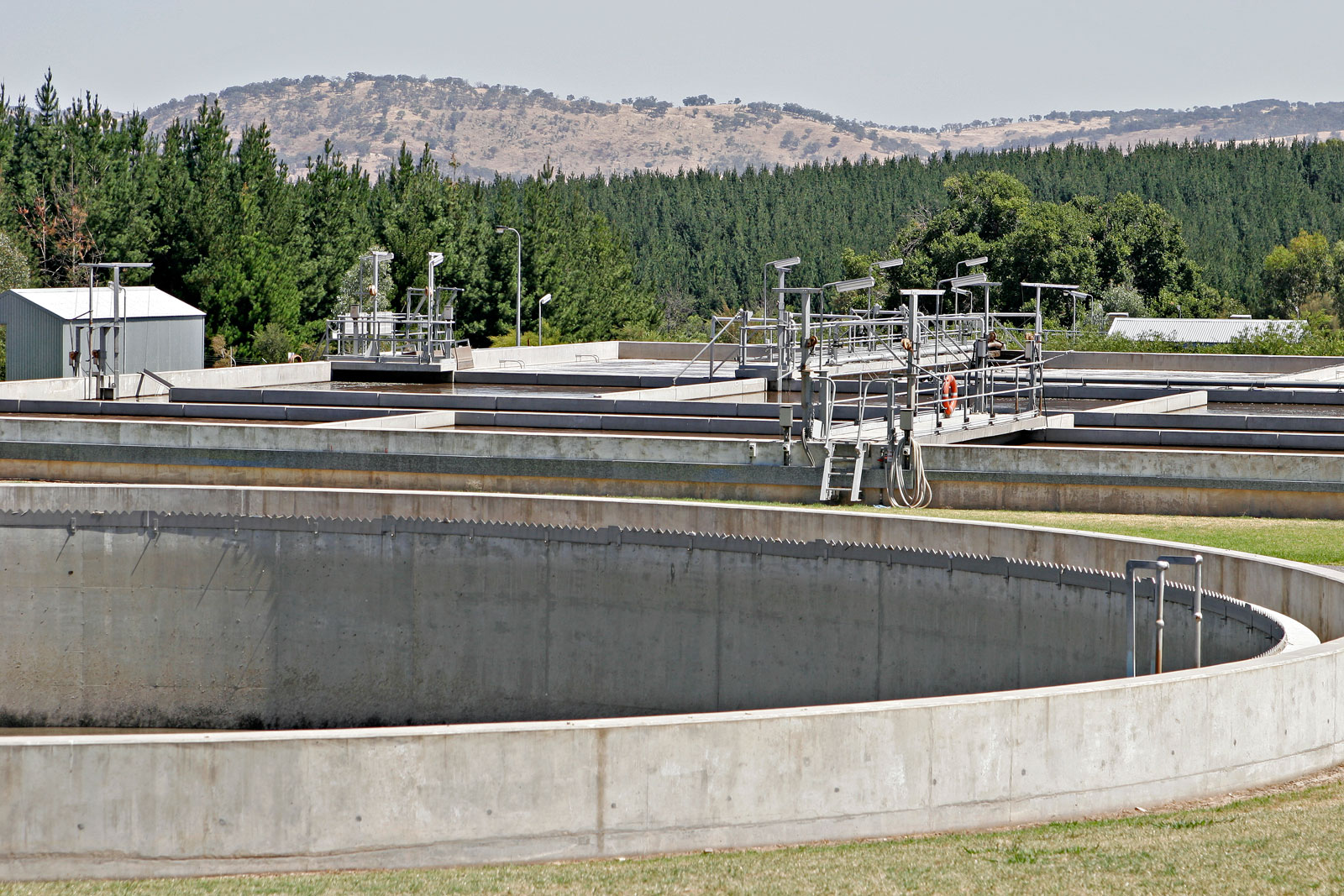
Čistírna odpadních vod (v Austrálii)

Po průchodu barevnou je voda zatížena především rozpuštěnými chemickými látkami. Čištění odpadních vod probíhá v několika fázích, ve kterých se často kombinují různé způsoby odstraňování nečistot, zejména způsob: mechanický, chemický, fyzikální, biologický, reverzní osmóza atd.